# Чумата
Чумата (на френски: La Peste) е роман на Албер Камю, публикуван в 1947 г. Заглавието съответства на съдържанието, доколкото текстът реалистично представя една хроника на епидемия от чума в алжирския град Оран. Книгата е била отчетена като едно от литературните постижения на Камю, когато му е присъдена Нобелова награда за литература в 1957 г.
На следващата година Камю публикува пиесата Обсадно положение, която показва известно сходство с романа. Тетрална адаптация е реализирана в 2011 г (Франсис Юстер), а филмов вариант, от режисьора Луис Пуенцо, е осъществен в 1992 г.
За епиграф на книгата е избран цитат от Даниел Дефо: „Също толкова рационално е да се представи един вид затвор с друг, колкото да се представи нещо съществуващо чрез нещо несъществуващо.“ С това авторът предварително е заявил, че неговият текст не би следвало да бъде приеман буквално. В средата на 50-те години Ролан Барт, чиито убеждения тогава са доста леви, предлага един абстрактно-литературоведски поглед към книгата, на което Камю публично възразява в пресата.